# Deems Taylor
Deems Taylor (nombre de nacimiento: Joseph Taylor) (22 de diciembre de 1885 - 3 de julio de 1966) fue un compositor y crítico musical estadounidense.

## Biografía
Taylor nació en Nueva York y estudió en la Universidad de Nueva York (NYU). Al principio tenía pensado estudiar arquitectura, aunque con una experiencia mínima musical, en seguida se decantó por la composición musical. El resultado fue una serie de obras para orquesta y voz. En 1916 escribió la cantata The Chambered Nautilus, seguido por Through the Looking-Glass (para orquesta) en 1918, consiguiendo el reconocimiento público.
Taylor también fue miembro de la Algonquin Round Table, un grupo de escritores, actores y críticos que se reunían casi a diario desde los años 1919 a 1929 en el Algonquin Hotel.
En 1921 consiguió un puesto de crítico musical en el New York World, un puesto que aprovechó cuando fue reclamado por el Metropolitan Opera para sugerir un compositor que escribiera una nueva ópera. Incluyó su propio nombre y fue aceptado, dando como resultado The King's Henchman, con libretto de Edna St. Vincent Millay. Peter Ibbetson fue la siguiente en el año 1929.
Taylor fue promotor de la música clásica durante toda su vida, trabajando en su difusión y como comentarista para la Filarmónica de Nueva York. Incluso apareció en la película de Walt Disney titulada Fantasía de 1940 como maestro de ceremonias de la película.
Taylor fue presidente de la ASCAP durante seis años.

## Caracterización en el cine
El actor James LeGros interpretó a Taylor en la película de 1994 Mrs. Parker and the Vicious Circle.